# Balzac (Charente)
Balzac és un municipi al departament del Charente (regió de la Nova Aquitània, França). L'any 2007 tenia 1.246 habitants.

## Demografia

### Població
El 2007 la població de fet de Balzac era de 1.246 persones. Hi havia 489 famílies de les quals 77 eren unipersonals (53 homes vivint sols i 24 dones vivint soles), 202 parelles sense fills, 174 parelles amb fills i 36 famílies monoparentals amb fills.
La població ha evolucionat segons el següent gràfic:

### Habitatges
El 2007 hi havia 543 habitatges, 501 eren l'habitatge principal de la família, 26 eren segones residències i 16 estaven desocupats. 535 eren cases i 2 eren apartaments. Dels 501 habitatges principals, 436 estaven ocupats pels seus propietaris, 55 estaven llogats i ocupats pels llogaters i 10 estaven cedits a títol gratuït; 3 tenien una cambra, 8 en tenien dues, 37 en tenien tres, 145 en tenien quatre i 307 en tenien cinc o més. 439 habitatges disposaven pel capbaix d'una plaça de pàrquing. A 172 habitatges hi havia un automòbil i a 304 n'hi havia dos o més.

### Piràmide de població
La piràmide de població per edats i sexe el 2009 era:
| Homes | Edats   | Dones |
| ----- | ------- | ----- |
| 0     | 95 o +  | 4     |
| 0     | 90 a 94 | 0     |
| 0     | 85 a 89 | 4     |
| 20    | 80 a 84 | 16    |
| 16    | 75 a 79 | 28    |
| 20    | 70 a 74 | 20    |
| 44    | 65 a 69 | 32    |
| 12    | 60 a 64 | 32    |
| 44    | 55 a 59 | 28    |
| 36    | 50 a 54 | 44    |
| 56    | 45 a 49 | 64    |
| 72    | 40 a 44 | 52    |
| 60    | 35 a 39 | 56    |
| 36    | 30 a 34 | 28    |
| 44    | 25 a 29 | 44    |
| 32    | 20 a 24 | 12    |
| 32    | 15 a 19 | 52    |
| 24    | 10 a 14 | 32    |
| 64    | 5 a 9   | 40    |
| 32    | 0 a 4   | 12    |

## Economia
El 2007 la població en edat de treballar era de 829 persones, 622 eren actives i 207 eren inactives. De les 622 persones actives 581 estaven ocupades (315 homes i 266 dones) i 41 estaven aturades (19 homes i 22 dones). De les 207 persones inactives 72 estaven jubilades, 69 estaven estudiant i 66 estaven classificades com a «altres inactius».

### Ingressos
El 2009 a Balzac hi havia 515 unitats fiscals que integraven 1.316,5 persones, la mediana anual d'ingressos fiscals per persona era de 20.985 €.

### Activitats econòmiques
Dels 39 establiments que hi havia el 2007, tres eren d'empreses extractives, quatre d'empreses de fabricació d'altres productes industrials, onze d'empreses de construcció, sis d'empreses de comerç i reparació d'automòbils, tres d'empreses d'hostatgeria i restauració, un d'una empresa d'informació i comunicació, un d'una empresa immobiliària, dos d'empreses de serveis, tres d'entitats de l'administració pública i cinc d'empreses classificades com a «altres activitats de serveis».
Dels onze establiments de servei als particulars que hi havia el 2009, un era un taller de reparació d'automòbils i de material agrícola, tres paletes, dos guixaires pintors, dues lampisteries, una perruqueria, un restaurant i un saló de bellesa.
Els tres establiments comercials que hi havia el 2009 eren una gran superfície de material de bricolatge, una botiga de menys de 120 m² i una floristeria.
L'any 2000 a Balzac hi havia dinou explotacions agrícoles que ocupaven un total de 832 hectàrees.

## Equipaments sanitaris i escolars
L'únic equipament sanitari que hi havia el 2009 era una farmàcia. El 2009 hi havia una escola elemental integrada dins d'un grup escolar amb les comunes properes formant una escola dispersa.

## Poblacions properes
El següent diagrama mostra les poblacions més properes.